# Panteó Costa i Macià
El Panteó Costa i Macià és un sepulcre del municipi de Lloret de Mar (Selva) que forma part de l'Inventari del Patrimoni Arquitectònic de Catalunya. El Panteó Costa i Macià està ubicat en el marge esquerre del passeig central del cementiri de Lloret de Mar i té com a matèria primera la pedra de Montjuïc.

## Descripció
Si es comparen els projectes originals amb la construcció actual s'observaran variacions i divergències importants en l'aspecte final del templet. Així percebem l'absència de la creu que havia de coronar el petit edifici; com també la manca d'una de les gàrgoles situades als quatre angles del panteó; mentre que a l'interior cal notar la variació del projecte pel que respecte a la situació dels sepulcres o sarcòfags.
Pel que fa a l'estat de conservació del monument cal dir que és bastant dolent com així ho acrediten diversos elements: des de l'enreixat de ferro forjat el qual està molt corromput i oxidat; passant pel relleu del frontó de la façana principal el qual està molt deteriorat i fins a arribar a la pedra fosca i erosionada. Tots aquests detalls conviden a practicar unes obres de restauració i millora en aquest magnífic monument.

### Exterior
Per tal de dur a terme un estudi atent i rigorós del panteó, estructurarem l'anàlisi en dues parts. Per una banda, pel que fa als espais exteriors cal dir que ens trobem davant d'un exemple clar del panteó-capella: d'una sola nau de planta rectangular i amb coberta a dues aigües de vessants a laterals aixecada sobre fines columnes que contrasten amb les dimensions del sistema de contraforts utilitzat en forma de tres graons superposats, i que permeten l'obertura d'arcs de mig punt. Aquests es troben un a la façana principal i dos del mateix caràcter als laterals. A la zona posterior es repeteix l'arc de mig punt, però aquest cop serà un arc cec, donada la necessitat de tancar amb un mur la façana posterior.
El templet no descansa directament sobre el terra, sinó que està lleument sobreelevat gràcies a dos graons superposats. Les columnes que sostenen els arcs són d'aparença fràgil. Així descansen sobre un petit basament, el fust és llis i no acanalat amb un diàmetre petit i estan coronades amb uns capitells de tall vegetal, d'on arranquen els arcs. Uns arcs regulars de mig punt els quals presenten una relació equitativa entre la llum (amplada) i la sageta (alçada).
L'accés a l'interior del panteó està restingit gràcies a la tanca que impedeix el pas. Es tracta d'una tanca metàl·lica clarament afiliada a la tradició del ferro forjat català, com així ho evidencia el sistema típic d'enllaç d'espirals que formen la trama del reixat, rematat en la part superior amb una filera de figuracions de caràcter floral que alternen amb petites creus, marcant un ritme generalitzat.
Quant a la coberta, hem de dir que l'arrencada d'aquesta està anunciada per les atractives gàrgoles ubicades en els quatre punts cardinals del rectangle. Es tracta de gàrgoles afiliades al regne marí i de naturalesa complexa i híbrida fins al punt que costa esbrinar a quina espècia pertanyen, ja que al marge del peix la resta són éssers bastant desconeguts. Remarcar que les quatre gàrgoles ubicades en els quatre punts cardinals són de pedra, però entremig trobem dues gàrgoles metàl·liques alades, que remeten a dos dracs respectivament. A part de les gàrgoles cal destacar dos elements més de la coberta: per una banda, el relleu amb dos àngels psicopomps sostenint una ànima que veiem al frontó de la façana principal. El relleu tot i estar bastant deteriorat, és bastant reeixit com així ho evidencien els drapejats de les vestimentes i les expressions dels rostres. Mentre que per l'altra, el coronament a base de dues creus complementades amb flors i grans espirals.

### Interior
En segon lloc, pel que fa als acabats interiors cal destacar diversos elements importants: des del gran sarcòfag ubicat en el centre del templet ornat amb petits escuts en la tapa del qual es pot llegir la següent inscripció "AQUÍ : ESPERAN : LA : RESSURRECCIÓ : LAS : CENDRES : DE : DOMINGO : COSTA : Y : PARÉS : DE : SU : ESPOSA : GRACIA : MACIÀ : Y : SON : FILL : DOMINGO : FOREN : AQUÍ : SEPULTATS : L'ANY : MCMIII:"; passant pel petit altar, encastat en el que seria la façana posterior, sobre el qual s'eleva una fastuosa creu en relleu integrada en el mosaic i profusament ornada amb flors i tiges carnoses i fins a arribar a la magnífica clau de volta, on apareixen una sèrie de calaveres amb indumentària medievalitzant, dues d'elles coronades. Menció a part mereix el treball dels mosaics aplicat en el que seria la zona de la coberta. El fons floral i vegetal exuberant permet el disseny del símbol de la creu en cadascuna de les cares del panteó. Creu que sembla fondre's amb el seu entorn, on es juga amb el tema floral i sobre la qual apareixen emmarcats per formes tetralobulades complexes, ja que s'hi superposa també el quadrat, diversos escuts que contenen els símbols de la victòria o el triomf sobre la mort. A la zona inferior s'hi dibuixen quatre filacteris, un a cadascuna de les cares de la volta amb textos extrets del Requiem. En elles es fa referència al dia del Judici Final i als consegüents desitjos d'alliberament de la mort eterna, contraposada a la llum perpètua que ha de néixer de la mediació mitjançant el sacrifici de la Creu: "REQUIEM AETERNAM DONA EIS DOMINE ET LUX PERPETUA LUCEAT EIS // DIES ILLA DIES IRAE CALAMITATIS ET MISERIAE // LIBERA ME DOMINE DE MORTE AETERNA IN DIE ILLA TREMENDA // PER MISERICORDIUM DEI REQUIESCANT IN PACE".

## Història
En la construcció del panteó Costa i Macià van participar quatre especialistes en les seves respectives matèries: la part arquitectònica va recaure en Josep Puig i Cadafalch; l'escultura a Eusebi Arnau i Mascort; la serralleria en Manuel Ballarín i finalment els mosaics en Lluís Bru i Salelles. De les quatre cal destacar especialment els dos primers.
Per una banda tenim a l'arquitecte i projectista Josep Puig i Cadafalch. Nascut a Mataró (El Maresme) l'any 1867. Estudiant encara, el 1887 ingressà al Centre Escolar Catalanista formant part del grup de la Renaixença. Per l'altra banda tenim l'escultor Eusebi Arnau i Mascort, nascut a Barcelona en el 1864 i mort el 1933.
Al marge de l'obra present en el Cementiri de Lloret, els dos artífex també van col·laborar junts en la realització de la Creu de Sant Pere del Bosc (Vegeu fitxa de la Creu de Sant Pere del Bosc). El projecte original del panteó, elaborat per Josep Puig i Cadafalch es conserven dues còpies en l'Arxiu de Lloret de Mar.